# Roggenburg (Zwitserland)
Roggenburg is een gemeente en plaats in het Zwitserse kanton Basel-Landschaft, en maakt deel uit van het district Laufen.
Roggenburg telt 287 inwoners.